# Rodrigue Mugaruka Katembo
Rodrigue Mugaruka Katembo (nascido em 1976 em Katana, Kivu do Sul, República Democrática do Congo) é um guarda florestal congolês. Ele foi um dos vencedores do Goldman Environmental Prize de 2017 por seu trabalho na proteção do Parque Nacional de Virunga.

## Biografia
Rodrigue Mugaruka Katembo nasceu em 1976 na província de Kivu do Sul e seus pais eram agricultores protestantes. Aos catorze anos de idade, as suas esperanças de se tornar pastor foram frustradas quando, após o assassinato de seu irmão, foi recrutado como criança-soldado e forçado a juntar-se a uma milícia armada. Katembo afirmou que, embora o seu tempo como criança-soldado tenha sido traumatizante, ele aprendeu habilidades que mais tarde o ajudaram a se proteger contra ameaças dentro do Parque Nacional de Virunga.
Como guarda, Katembo arriscou diversas vezes a vida lutando contra a corrupção e defendendo o parque enfrentando carvoeiros ilegais, caçadores furtivos armados e múltiplas milícias. Em 15 anos, de 2010 a 2015, 160 guardas florestais foram assassinados durante patrulhamento no parque.
Em 2013, foi preso e torturado por milícias por se opor a projetos de perfuração de petróleo realizados pela empresa SOCO International. Posteriormente libertado, continuou a sua luta contra a corrupção até que a petrolífera foi destituída dos seus direitos de prospecção em 2015.
A presença da SOCO ameaçava a sobrevivência dos gorila-das-montanhas criticamente ameaçados, dos quais cerca de 480 dos 800 restantes vivem no parque. O vídeo que ele gravou secretamente dos empreiteiros da SOCO foi incluído no documentário da Netflix, Virunga.

## Distinção
Rodrigue Mugaruka Katembo é um dos seis vencedores do Goldman Environmental Prize de 2017.